# Radio en France

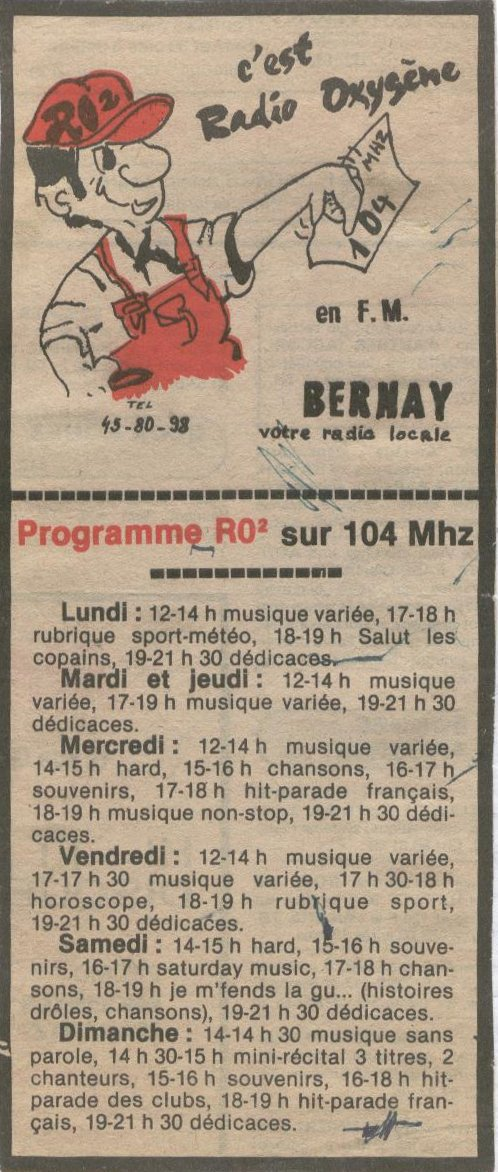
Programme d'une radio libre en 1983.

La radio en France est un média de télécommunication par radiocommunication qui s'est développée en France à partir des années 1920 dans les mains d'acteurs privés autant que publics ou associatifs, à vocation régionale, nationale ou internationale.
Les autorisations d'émettre et le contrôle des contenus des radios françaises sont deux tâches dévolues à l'Arcom (ex-CSA). Une convention fixe leurs obligations, notamment en matière de contenu de programme, de publicité et de proportion de chansons françaises, convention mise au point dans un cadre législatif dont les derniers ajustements datent de 1986 (Loi Léotard), 1994 (Loi Toubon) et 2016.

## Historique

### Généralités
Malgré quelques tentatives peu significatives dès la fin du XIXe siècle, la radio se développe en France après la Première Guerre mondiale. Après des années sombres entre 1940 et 1944, la radio devient un monopole d'État. Elle est « libérée » en 1981, sous l'influence de François Mitterrand.

## Classement des radios par l'autorité publique
En France, les radios sont publiques ou privées. L'attribution de leurs fréquences font l'objet d'un appel à candidature émis par l'Arcom.

### Les radios publiques
Les radios du service public sont rattachées à trois groupes : Radio France, France Médias Monde et France Télévisions (pour les radios du réseau Outre-mer La Première, anciennement Réseau France Outre-mer). En tant que radios de service public, elles disposent d'un droit de réservation prioritaire des fréquences, lorsqu'un appel à candidature est émis dans une zone par l'Arcom.

### Les radios privées
Les radios privées peuvent être associatives ou commerciales. Elles sont classées par l'Arcom (ex-CSA) depuis 1989 en cinq catégories :
- Catégorie A : les radios associatives. Elles assurent une "mission de communication sociale de proximité", au travers d'un programme d'intérêt local qui ne peut être inférieur à 4h par jour entre 6h et 22h[5]. Elles sont éligibles au Fonds de soutien à l'expression radiophonique si les revenus commerciaux provenant de la publicité sont inférieurs à 20 % de leur chiffre d’affaires (par exemple : les Radios Campus, les radios Ferarock).
- Catégorie B : les radios commerciales locales ou régionales indépendantes. Ces radios ne sont pas affiliées à un réseau national. Leur zone de desserte ne couvre pas plus de 6 millions d'habitants. Elles diffusent un programme d'intérêt local qui ne peut être inférieur à 4h par jour entre 6h et 22h (par exemple : Alouette, Top Music, Vibration...)[6].
- Catégorie C : les radios commerciales locales ou régionales diffusant le programme d'un réseau thématique à vocation nationale. Leur zone de desserte ne couvre pas plus de 6 millions d'habitants. Ces radios diffusent un programme local d'au moins 3 heures par jour, hors publicité. Elles sont affiliées ou abonnées à un réseau national et diffusent le reste du temps un programme identifié, fourni par celui-ci (par exemple : NRJ, Fun Radio, RTL2, RFM, Europe 2, Virgin Radio)[7].
- Catégorie D : les radios commerciales thématiques à vocation nationale. Ces radios diffusent le programme d'un réseau thématique national sans décrochage local (par exemple : Oüi Fm, Latina, Radio Classique, Chante France, NRJ, RTL2, Europe 2, Radio FG, BFM Business, etc.)[8].
- Catégorie E : les radios commerciales généralistes à vocation nationale. Ces radios diffusent un programme d'une "grande diversité de genre et de contenus" et qui font également une "large part à l'information". Entrent dans cette catégorie les quatre radios généralistes nationales (Europe 1, RTL, RMC et Sud Radio), qui étaient désignées radios périphériques avant 1982 puisqu'elles émettaient en grandes ou petites ondes depuis des émetteurs situés à l'étranger[9].

Les radios d'autoroute constituent une sixième catégorie, à part, compte tenu de leurs obligations en matière d'information routière et de leur zone de couverture.

### Les radios temporaires
Par exception, des radios temporaires peuvent être autorisées par les délégations territoriales de l'Arcom. Elles peuvent être accordées à des sociétés, associations ou fondations qui en font la demande à l'occasion d'événements particuliers. La durée maximale de l'autorisation est de 9 mois et ne peut pas faire l'objet de reconduction immédiate.

## Classement thématique des radios
On peut catégoriser également les radios par type de programmes :
- les radios généralistes : émissions d’information, de service, de distraction ou encore de musique. Exemples : Europe 1, RTL, France Inter, Ici, RMC, RCF, ...
- les radios (multi)thématiques : émissions centrées sur une ou plusieurs thématiques. Exemples: BFM (questions économiques), Radio Classique (musique classique et information financière).
- les radios de proximité : zone de diffusion généralement régionales et émissions d’informations locales et de musique.
- les radios communautaires : émissions destinées à une communauté particulière de la société. Exemples : Beur FM, Fréquence protestante, Radio Notre Dame, etc.
- les radios internationales : diffusion de programmes nationaux à l’étranger ou des programmes étrangers dans leur langue d’origine en France. Exemples : RFI, BBC, etc.

## Stations
Plus de mille opérateurs se partagent les fréquences FM réservées au secteur privé. Les autorisations d'émettre sont délivrées par l'Arcom pour une durée de cinq ans renouvelable deux fois. Les stations concluent avec l'Arcom une convention qui fixe leurs obligations, notamment en matière de contenu de programme, de publicité et de proportion de chansons françaises.
Certains sites internet permettent d'identifier les radios présentes en France, fournissent par exemple les fréquences d'émission qui leur sont propres[source secondaire nécessaire],.

## Audiences

### Dernière tendance
Selon les résultats d'audience du média radio publiés par Médiamétrie pour la vague janvier-mars 2019, huit des dix premières radios de France enregistrent des audiences à la baisse, cinq d'entre elles enregistrant leur plus bas historique, ce qui constitue un résultat inquiétant pour le média radio qui perd 788 000 auditeurs en un an.

### Vague janvier-mars 2025
| 1        | France Inter     | 12,8 %, 7 256 000 | 126 min | 14,5 % | +0,8 % | 10,0 %, 5 649 000 | 131 min | 16,3 % | -0,2 % |  |  |  |
| 2        | RTL              | 8,9 %, 5 050 000  | 136 min | 10,9 % | -1,0 % | 5,8 %, 3 277 000  | 139 min | 10,1 % | +0,2 % |  |  |  |
| 3        | France Info      | 8,7 %, 4 887 000  | 60 min  | 4,7 %  | +0,2 % | 6,8 %, 3 842 000  | 66 min  | 5,5 %  | +0,2 % |  |  |  |
| 4        | NRJ              | 7,5 %, 4 220 000  | 91 min  | 6,1 %  | +0,1 % | 4,6 %, 2 599 000  | 75 min  | 4,3 %  | -1,1 % |  |  |  |
| 5        | Nostalgie        | 5,9 %, 3 344 000  | 99 min  | 5,3 %  | -0,1 % | 4,9 %, 2 768 000  | 93 min  | 5,6 %  | -0,4 % |  |  |  |
| 6        | Skyrock          | 5,6 %, 3 160 000  | 75 min  | 3,8 %  | +0,1 % | 4,5 %, 2 542 000  | 70 min  | 3,9 %  | +0,5 % |  |  |  |
| 7        | RMC              | 5,4 %, 3 050 000  | 122 min | 5,9 %  | +0,1 % | 3,0 %, 1 695 000  | 86 min  | 3,2 %  | -0,5 % |  |  |  |
| 8        | Europe 1         | 4,7 %, 2 656 000  | 122 min | 5,1 %  | +1,2 % | 3,1 %, 1 751 000  | 100 min | 3,8 %  | -0,6 % |  |  |  |
| 9        | ici              | 4,2 %, 2 353 000  | 107 min | 4,0 %  | -1,0 % | 3,3 %, 1 864 000  | 114 min | 4,7 %  | -0,4 % |  |  |  |
| 10       | France Culture   | 3,6 %, 2 057 000  | 100 min | 3,3 %  | +0,1 % | 2,9 %, 1 638 000  | 95 min  | 3,4 %  | +0,4 % |  |  |  |
| 11       | Fun Radio        | 3,6 %, 2 010 000  | 94 min  | 3,0 %  | +0,7 % | 2,3 %, 1 299 000  | 82 min  | 2,4 %  | +0,3 % |  |  |  |
| 12       | RTL2             | 3,5 %, 1 952 000  | 86 min  | 2,7 %  | +0,2 % | 2,9 %, 1 638 000  | 83 min  | 3,0 %  | +1,1 % |  |  |  |
| 13       | Chérie FM        | 3,0 %, 1 685 000  | 79 min  | 2,1 %  | -0,1 % | 2,6 %, 1 469 000  | 85 min  | 2,7 %  | +0,5 % |  |  |  |
| 14       | RFM              | 2,9 %, 1 616 000  | 89 min  | 2,3 %  | -0,3 % | 2,0 %, 1 130 000  | 105 min | 2,6 %  | +0,1 % |  |  |  |
| 15       | Rire et Chansons | 2,5 %, 1 400 000  | 60 min  | 1,3 %  | =0,0 % | 1,8 %, 1 017 000  | 66 min  | 1,5 %  | +0,7 % |  |  |  |
| 16       | France Musique   | 1,8 %, 990 000    | 110 min | 1,7 %  | +0,1 % | 1,7 %, 960 000    | 108 min | 2,3 %  | +0,3 % |  |  |  |
| 17       | Radio Classique  | 1,7 %, 981 000    | 105 min | 1,6 %  | -0,3 % | 1,5 %, 847 000    | 81 min  | 1,5 %  | -0,3 % |  |  |  |
| 18       | FIP              | 1,5 %, 828 000    | 140 min | 1,8 %  | +0,2 % | 1,2 %, 678 000    | 126 min | 1,9 %  | -0,2 % |  |  |  |
| 19       | Europe 2         | 1,5 %, 828 000    | 67 min  | 0,9 %  | -0,2 % | 0,9 %, 508 000    | 59 min  | 0,7 %  | -0,6 % |  |  |  |
| 20       | Radio Nova       | 1,4 %, 772 000    | 69 min  | 0,8 %  |        | 1,2 %, 678 000    | 77 min  | 1,2 %  |        |  |  |  |
| 21       | M Radio          | 1,0 %, 588 000    | 97 min  | 0,9 %  | -0,1 % | 0,8 %, 452 000    | 89 min  | 0,8 %  | -0,2 % |  |  |  |
| Ensemble | Ensemble         | 100 %, 56 494 000 |         |        |        |                   |         |        |        |  |  |  |

1. ↑  au moins une fois dans la journée, âgés de 13 ans et plus

## Législation et quotas
La loi Léotard du 30 septembre 1986 limite les radios privées dans les quotas de diffusions non francophones. Elles doivent proposer « un minimum de 40 % de chansons d'expression française, dont la moitié au moins provenant de nouveaux talents ou de nouvelles productions, diffusées aux heures d'écoute significatives ». En 1994, la loi Toubon exige qu'à partir du 1er janvier 1996, un quota minimum de 40 % de chansons francophones dont la moitié au moins provenant de nouveaux talents ou de nouvelles productions,. En juillet 2016, la loi est complétée avec de nouvelles dispositions. Des dérogations existent au quota de 40 % de chansons francophones. Une pour les radios de jeunes talents où le quota de chanson francophone est réduit à 35 % et celui des nouveaux talents montent à 25 %. Une autre pour les radios appelées « de patrimoine » où les mêmes quotas, respectivement sont à 60 %  et à 10 %,.
Le contrôle est effectué par le Conseil supérieur de l'audiovisuel, certaines radios ne respectant pas la législation.